# Lampi (romanzo)
Lampi è un romanzo del 1988 dello scrittore statunitense Dean Koontz, distribuito dalla Sperling & Kupfer.

## Trama
In una fredda e tempestosa notte d'inverno, grazie all'intervento di un misterioso individuo, la piccola Laura Shane viene al mondo sana e salva malgrado la madre muoia durante il parto. Da quel giorno fino all'età adulta, la vita di Laura viene scandita da continui eventi drammatici tutti caratterizzati dalle improvvise apparizioni di quest'uomo che, in qualche modo, agisce sul suo destino. Scoperte tutte le verità sul suo misterioso "angelo custode", Laura si troverà coinvolta in un'incredibile e mortale avventura.